# Silvia Marcovici
Silvia Marcovici (Bacău, 30 de enero de 1952) es una talentosa violinista rumana nacida en Bacău. 

## Carrera
Estudió en el Conservatorio de Bucarest y su debut internacional tuvo lugar en La Haya. Con dieciséis años estaba bajo la dirección de Bruno Maderna. En 1969 ganó el segundo premio en el concurso 'Marguerite Long/Jacques Thibaut', en París, así como el premio especial del Príncipe Raniero de Mónaco. En 1970 le fue concedido el primer premio en el concurso 'George Enescu de Bucarest'. Fue invitada por Leopold Stokowski en 1972 para interpretar el Concierto para violín de Glazunov con la London Symphony Orchestra en el Albert Hall, que fue por Decca. 
Ha actuado con orquestas de gran relevancia como la Philharmonia, la Royal Philharmonic Orchestra, la Orquesta del Concertgebouw, l'Orchestre National de France, l'Orchestra Sinfonica dell'Accademia Nazionale di Santa Cecilia y la New York Philharmonic. Silvia Marcovici ha trabajado con numerosos directores de orquesta como Claudio Abbado, Sergiu Comissiona, James DePreist, Placido Domingo, Bernard Haitink, Eliahu Inbal, Neeme Järvi, Jesus Lopez-Cobos, Zubin Mehta, Riccardo Muti, André Previn, Mstislav Rostropovich, Alessandro Siciliani o David Zinman. 
Actúa frecuentemente en recitales con famosos pianistas y recientemente ha dado conciertos con su hijo Aimo Pagin. En la actualidad es profesora en la facultad de música de la Universidad de Graz, Austria.

## Discografía
Entre su discografía merecen especial mención las Sonatas de Debussy, Franck y Fauré, grabadas para el sello 'Aurophon-Classis' y el Concierto para violín de Jean Sibelius, bajo la dirección de Neeme Järvi, con la Orquesta Sinfónica de Gotemburgo, que fue grabada para el sello 'BIS'. Realiza frecuentes giras de conciertos en América del Norte y del Sur, Japón, Israel y por toda Europa.